# Ludolphe le Chartreux
 (août 2010).
Si vous disposez d'ouvrages ou d'articles de référence ou si vous connaissez des sites web de qualité traitant du thème abordé ici, merci de compléter l'article en donnant les références utiles à sa vérifiabilité et en les liant à la section « Notes et références ».
Ludolphe le Chartreux ou Ludolphe de Saxe, né à Strasbourg à la fin du XIIIe siècle ou vers 1300 et mort le 10 ou le 13 avril 1377 ou 1378, est un frère dominicain, et moine chartreux originaire de Saxe. Il est l'auteur de La Grande Vie de Jésus-Christ, ouvrage qui connut, en son temps, une large diffusion. 

## Biographie
On sait peu de choses à son sujet. D'après son nom, « de Saxe », il a pu naître, comme le remarque Échard, soit dans l’archidiocèse de Cologne, soit dans le diocèse de Mayence, qui prolongeait la province de la Saxe. Il serait entré dans l'ordre de saint Dominique à l'âge de quinze ou dix-huit ans et aurait obtenu le titre de Magister Teologiæ. Il a sans doute rencontré Jean Tauler et Henri Suso, ses contemporains. Un explicit le nomme « Docteur vénérable et maître en théologie ». Il serait resté vingt-six ans chez les dominicains. 
Il entre en 1340 chez les chartreux à Strasbourg, où il prononce ses vœux de religion. Il est élu ensuite prieur de la chartreuse de Coblence, où il reste de 1343 à 1348. Il est déposé (démissionné) en 1348 et retourne comme simple religieux à Mayence tout d'abord, puis à Strasbourg, où il meurt le 10 avril 1377, après avoir passé les trente dernières années de sa vie comme moine-ermite. 
Il est l'auteur d'un ouvrage très connu et imprimé partout en Europe au XVe siècle, La Grande Vie de Jésus-Christ, d'après les quatre évangiles, la première « Vie » de Jésus connue. Selon un traducteur, en 1538, il aurait aussi été l'auteur de l'Imitation de Jésus-Christ, mais cette attribution est sans fondement On lui a aussi attribué la paternité du Speculum humanae salvationis. Ludolphe le Chartreux fait allusion au Cœur du Christ à une époque où la dévotion au Sacré-Cœur n'était pas universellement répandue. Ses sermons sont conservés dans la bibliothèque de Bernkastel-Kues.
Son œuvre a influencé Ignace de Loyola pour la rédaction de ses Exercices spirituels.

## Autres appellations
- Ludolphe de Saxe (en latin : Ludolphus Saxonia) est aussi appelé Rudulfus, Landolfus, Landophe le Chartreux, Leutolphus, Lutoldus, Litoldus, Cartusianus, Nationoteutonicus, Allemanus ou encore Ludolf von Sachsen.

## Citation

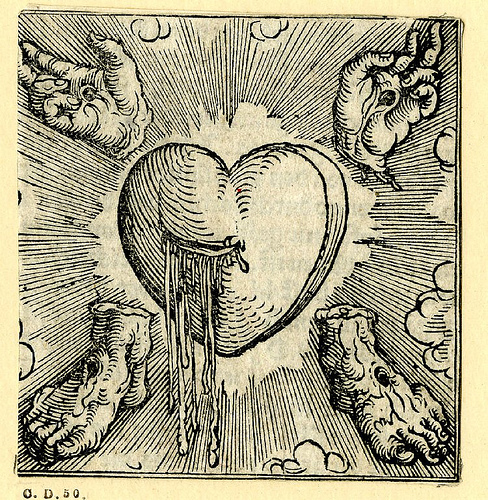
Cœur du Christ, image allemande, XVIe siècle

« Le Cœur du Christ a été blessé pour nous d'une blessure d'amour, afin que nous par un retour amoureux nous puissions par la porte du côté avoir accès à son Cœur, et là unir tout notre amour à son divin amour, de façon à ne faire plus qu'un même amour, comme il en est du fer embrasé et du feu. Car l'homme doit… ordonner tous ses désirs vers Dieu par amour pour le Christ… et conformer en tout sa volonté à la volonté divine, en retour de cette blessure d'amour qu'il reçut pour l'homme sur la croix, quand la flèche d'un amour invincible perça son très doux Cœur… Rappelons-nous donc quel amour plus qu'excellent le Christ nous a montré dans l'ouverture de son côté en nous ouvrant par là large accès à son Cœur. Hâtons-nous d'entrer dans le Cœur du Christ, recueillons tout ce que nous avons d'amour pour l'unir à l'amour divin, en méditant sur ce qui vient d'être dit  »
— Vita Christi ,  Livre II, Chapitre 64

## Œuvres
- Expositio super Psalterium
- Les sept Paroles du Christ
- Commentaire des Évangiles
- Commentaire sur le Cantique de l'Ancien et du Nouveau Testament et sur le Symbole de saint Athanase
- Glose des sept psaumes de la Pénitence
- Sermons capitulaires
- Bon Traité du frère Ludolphe Maître en théologie, sur la manière de vivre en homme spirituel : Quatorze raison d'avancer dans la vertu
- Traité Fleurs et Fruits de l'arbre de vie de Jésus-Christ
- La Grande Vie de Jésus-Christ, réédition éditions Delacroix.
- Miroir du Salut du Genre Humain (ouvrage attribué : Speculum Humanæ Salvationis)
- Courtes prières pour la fin du carême composées au XIVe siècle, en latin